# Wright County (Iowa)
Das Wright County ist ein County im US-amerikanischen Bundesstaat Iowa. Im Jahr 2020 hatte das County 12.943 Einwohner und eine Bevölkerungsdichte von 8,6 Einwohnern pro Quadratkilometer. Der Verwaltungssitz (County Seat) ist Clarion.

## Geografie
Das County liegt im mittleren Norden von Iowa und hat eine Fläche von 1509 Quadratkilometern, wovon fünf Quadratkilometer Wasserfläche sind.
Der Westen des Countys wird in Nord-Süd-Richtung vom Boone River durchflossen, der über den Des Moines River zum Stromgebiet des Mississippi gehört. Durch den Nordosten des Countys fließt der Iowa River, der von rechts ebenfalls in den Mississippi mündet.
An das Wright County grenzen folgende Nachbarcountys:
| Kossuth County  | Hancock County  | Cerro Gordo County |
| Humboldt County |                 | Franklin County    |
| Webster County  | Hamilton County | Hardin County      |

## Geschichte
Das Wright County wurde am 15. Januar 1851 gebildet. Benannt wurde es nach Silas Wright (1795–1847), einem früheren Senator (1833–1844) und späteren Gouverneur von New York (1845–1846) sowie nach Joseph Albert Wright (1810–1867), dem zehnten Gouverneur von Indiana (1849–1857).

## Bevölkerung
Nach der Volkszählung im Jahr 2010 lebten im Wright County 13.229 Menschen in 5545 Haushalten. Die Bevölkerungsdichte betrug 8,8 Einwohner pro Quadratkilometer. In den 5545 Haushalten lebten statistisch je 2,37 Personen.
Ethnisch betrachtet setzte sich die Bevölkerung zusammen aus 94,8 Prozent Weißen, 0,4 Prozent Afroamerikanern, 0,2 Prozent amerikanischen Ureinwohnern, 0,2 Prozent Asiaten sowie aus anderen ethnischen Gruppen; 1,6 Prozent stammten von zwei oder mehr Ethnien ab. Unabhängig von der ethnischen Zugehörigkeit waren 9,6 Prozent der Bevölkerung spanischer oder lateinamerikanischer Abstammung.
23,3 Prozent der Bevölkerung waren unter 18 Jahre alt, 55,8 Prozent waren zwischen 18 und 64 und 20,9 Prozent waren 65 Jahre oder älter. 50,3 Prozent der Bevölkerung war weiblich.
Das jährliche Durchschnittseinkommen eines Haushalts lag bei 44.035 USD. Das Prokopfeinkommen betrug 23.068 USD. 11,2 Prozent der Einwohner lebten unterhalb der Armutsgrenze.

## Ortschaften im Wright County
Citys
| - Belmond - Clarion - Dows1 - Eagle Grove | - Galt - Goldfield - Rowan - Woolstock |

Unincorporated Communities
- Cornelia
- Holmes

1 – teilweise im Franklin County

## Gliederung
Das Wright County ist in 16 Townships eingeteilt:
| Township             | Einwohner (2010) | FIPS     |
| -------------------- | ---------------- | -------- |
| Belmond Township     | 433              | 19-90186 |
| Blaine Township      | 688              | 19-90261 |
| Boone Township       | 119              | 19-90306 |
| Dayton Township      | 358              | 19-90918 |
| Eagle Grove Township | 3870             | 19-91101 |
| Grant Township       | 1597             | 19-91722 |
| Iowa Township        | 346              | 19-92076 |
| Lake Township        | 326              | 19-92367 |

| Township           | Einwohner (2010) | FIPS     |
| ------------------ | ---------------- | -------- |
| Liberty Township   | 688              | 19-92499 |
| Lincoln Township   | 1386             | 19-92637 |
| Norway Township    | 166              | 19-93144 |
| Pleasant Township  | 2475             | 19-93387 |
| Troy Township      | 247              | 19-94143 |
| Vernon Township    | 103              | 19-94344 |
| Wall Lake Township | 106              | 19-94386 |
| Woolstock Township | 321              | 19-94779 |